# الاستفتاء على حالة كركوك

المناطق المتنازع عليها في العراق وفقاً للمادة 140:
متنازع عليه وجزء من الحكومة الكردية الإقليمية منذ عام 1991.
متنازع عليها وفي جزء منها تحت سيطرة الحكومة المركزية، على الرغم من أن هذه المنطقة قد تضاءلت منذ أحداث عام 2014.

الاستفتاء على حالة كركوك هو الجزء المتعلق بكركوك من استفتاء عام سيقرر ما إذا كانت المناطق الكردية داخل محافظات ديالى وكركوك وصلاح الدين ونينوى ستصبح جزءا من إقليم كردستان العراق. وكان من المقرر في البداية إجراء الاستفتاء في 15 نوفمبر 2007، ولكنه تأجل أولا إلى 31 ديسمبر، ثم بعد ذلك ستة أشهر. وشدد التحالف الكردي على أن التأخير كان لأسباب فنية وليس لأسباب سياسية. لأن الانتخابات لم تكن قد تمت في مطلع ديسمبر 2008، فقد أرجئت مرة أخرى كجزء من الصفقة الرامية إلى تيسير الانتخابات الإقليمية في 31 يناير 2009. وحتى عام 2023، لم يحدد تاريخ جديد.
وتنص المادة 140 من دستور العراق على أنه ينبغي، قبل إجراء الاستفتاء، اتخاذ تدابير لعكس سياسة التعريب التي انتهجتها إدارة صدام حسين أثناء حملة الأنفال. وعاد آلاف الأكراد إلى كركوك في أعقاب غزو العراق لعام 2003. وسيقرر الاستفتاء ما إذا كان بالقدر الكافي إلى المنطقة لكي تعتبر الكردية. بما أن المادة 140 تنص على أن يتم الاستفتاء بحلول نهاية عام 2007، ويقول البعض إن هذه المادة قد انتهت ولم تعد هناك حاجة إلى إجراء استفتاء.
وقد سيطر الأكراد على مدينة كركوك وجزء كبير من المنطقة المحيطة بها في عام 2014 خلال الحرب ضد تنظيم داعش، ووفقا لما ذكره منفذ وسائط الإعلام الكردية رووداو، أعرب رئيس الوزراء حيدر العبادي عن تأييده لإجراء استفتاء في عام 2016، على الرغم من أن المحللين لاحظوا أنه لن يتم إجراء الاستفتاء إلا إذا استقر الوضع الأمني للعراق.